# Gasfeld Galkynysch

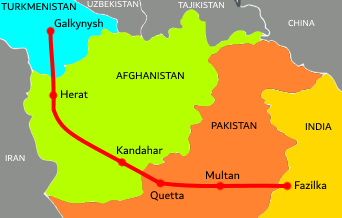
Lage von Galkynysch und Verlauf der TAPI-Pipeline

Galkynysch ist ein Erdgasfeld in Turkmenistan, das zu den größten Feldern der Welt zählt.

## Reserven
Das Gasfeld Galkynysch ist das größte Erdgasfeld Turkmenistans und spielt in den ambitionierten Plänen Turkmenistans im Energiesektor eine zentrale Rolle. Die erschließbaren Reserven in Galkynysch werden auf 2600 bis 2800 Kubikkilometer geschätzt. Damit belegt Galkynysch in der Rangliste der größten Erdgasfelder der Welt Rang 6.

## Erschließung
Am 2. November 2006 gab der damalige turkmenische Staatspräsident, Saparmurat Niyazov, die Entdeckung des Gasfelds Galkynysch bekannt. Kurz darauf wurde publik, dass Turkmenistan einen 152 Millionen US-Dollar schweren Vertrag mit der China National Petroleum Corporation zur Erschließung des Gasfeldes abgeschlossen hat. Die Erschließung des Feldes war auf Grund kaum vorhandener Infrastruktur und der schwierigen natürlichen Bedingungen in der Karakum-Wüste ein aufwendiger Prozess, sodass erst im September 2013 mit der Produktion begonnen werden konnte. Zu den Erschließungsmaßnahmen zählten der Bau mehrerer Autobahnen durch die Karakum, einer Eisenbahnstrecke sowie von Stromleitungen, Wasseraufbereitungsanlagen und Wohnungen für die zahlreichen Arbeiter des Gasfeldes. Hinter dem Projekt stehen der turkmenische Staatskonzern Turkmengaz und chinesische Partner. Bei der Eröffnung des Feldes war daher neben dem turkmenischen Präsidenten Gurbanguly Berdimuhamedow auch der chinesische Staatschef Xi Jinping anwesend.

### Pipelines
Die immensen Reserven des Gasfelds Galkynysch sind in erster Linie für den Export vorgesehen, sodass mehrere Projekte zum Bau von Pipelines in die umliegenden Länder in Arbeit sind. Dazu zählt die Turkmenistan-Afghanistan-Pakistan-Pipeline, die das Gas aus Galkynysch nach Südasien transportieren soll. Bereits 2015 wurde eine Pipeline fertiggestellt, die das Gasfeld Galkynysch mit weiteren Erdgasvorkommen im westlichen Teil Turkmenistans, am Kaspischen Meer, verbindet. Ein Großteil des Gases wird über die China-Zentralasien-Pipeline, die nochmals erweitert werden soll, in die Volksrepublik China, die inzwischen zum größten Käufer turkmenischen Gases geworden ist, transportiert.

## Strategische Bedeutung
Die Erschließung des Gasfelds durch chinesische Unternehmen stand im Kontext des Projekts der neuen Seidenstraße. Die Ablösung Russlands als Haupthandelspartner im Energiebereich ist ein Zeichen für die zunehmende chinesische Präsenz und den damit einhergehenden Einfluss in Turkmenistan und ganz Zentralasien.

## Kategorie
1. ↑  Die Größten Erdgasfelder Der Welt. Abgerufen am 30. Mai 2019 (deutsch).
2. ↑  Turkmen leader claims massive new gas find. Reuters, 2. November 2006, ehemals im Original (nicht mehr online verfügbar); abgerufen am 28. Juni 2019 (englisch). (Seite nicht mehr abrufbar. Suche in Webarchiven)
3. ↑  Turkmenistan gives CNPC $152 mln gas drilling deal. Reuters, 21. November 2006, archiviert vom Original (nicht mehr online verfügbar) am 30. Mai 2019; abgerufen am 30. Mai 2019 (englisch).  Info: Der Archivlink wurde automatisch eingesetzt und noch nicht geprüft. Bitte prüfe Original- und Archivlink gemäß Anleitung und entferne dann diesen Hinweis.
4. ↑  Gasfeld „Galkynysh“ 2014: Stadien der Entwicklung. Archiviert vom Original (nicht mehr online verfügbar) am 30. Mai 2019; abgerufen am 30. Mai 2019.  Info: Der Archivlink wurde automatisch eingesetzt und noch nicht geprüft. Bitte prüfe Original- und Archivlink gemäß Anleitung und entferne dann diesen Hinweis.
5. ↑  China asserts clout in Central Asia with huge Turkmen gas project. Reuters, 4. September 2013, abgerufen am 30. Mai 2019 (englisch).
6. ↑  Turkmenistan finanziert Bau von TAPI-Pipeline in Afghanistan und Pakistan. Delegation der Deutschen Wirtschaft für Zentralasien, ehemals im Original (nicht mehr online verfügbar); abgerufen am 30. Mai 2019. (Seite nicht mehr abrufbar. Suche in Webarchiven)
7. ↑  JBK: Turkmenistan baut an der Seidenstraße aus. In: top-energy-news. 16. März 2016, abgerufen am 30. Mai 2019 (deutsch).